# 잔비늘이끼과
잔비늘이끼과(Myliaceae)는 망울이끼목에 속하는 우산이끼류과의 하나이다. 2개 속으로 이루어져 있다. 잔비늘이끼(Mylia taylorii) 등을 포함하고 있다.

## 하위 속
- Leiomylia
- 잔비늘이끼속 (Mylia)